# Enrico Komning
Enrico Komning (nascido em 6 de agosto de 1968, em Stralsund) é um advogado e político alemão. Ele é membro da Alternativa para a Alemanha (AfD). Em 2017, ele tornou-se membro do Bundestag.

## Carreira
Desde que Komning entrou no Bundestag em novembro de 2017. De lá até julho de 2019, ele ganhou € 760.000. Como membro do parlamento, ele ganha cerca de 10.000 por mês; Komning estava ganhando € 36.000 a mais por mês no seu escritório de advocacia.
Komning é membro da fraternidade "Rugia", sediada em Greifswald. "Rugia" faz parte da Deutsche Burschenschaft. O Bundesamt für Verfassungsschutz alemão disse em janeiro de 2019 que a "Rugia" é um "grupo com referência extremista de direita".